# V bujnoj slepote strasej
V bujnoj slepote strasej (В буйной слепоте страстей) è un film del 1915 diretto da Česlav Genrichovič Sabinskij.